# TFIID
TFIID（transcription factor II D）は、RNAポリメラーゼIIの転写開始前複合体を構成する基本転写因子の1つである。RNAポリメラーゼIIホロ酵素は、真核生物のRNAポリメラーゼIIが生細胞内のタンパク質コーディング遺伝子のプロモーターへリクルートされる形態であり、RNAポリメラーゼ、一部の基本転写因子、SRBタンパク質と呼ばれる調節タンパク質から構成される。転写の開始前には、TFIID複合体は遺伝子のコアプロモーターのTATAボックスに結合する

## 構造
TFIIDはTATA結合タンパク質（TBP）と、TBP関連因子（TBP-associated factors、TAF）と呼ばれるいくつかのサブユニットから構成される。試験管内では、TATAボックスを含むプロモーターの転写にはTBPのみが必要である。しかしながら、TAFはプロモーター選択性を付与し、TBPが結合するTATAボックスが存在しない場合に特に重要である。TAFはTFIIDそしてB-TFIIDと呼ばれる2種類の異なる複合体中に存在する。TFIID複合体はTBPと8種類以上のTAFから構成される。しかし、TBPの大部分はB-TFIID複合体中に存在し、この複合体はTBPとTAFII170（BTAF1）が1:1の比率で結合したものである。TFIIDとB-TFIIDは機能的に等価ではなく、TFIIDを用いた転写反応はSP1などの遺伝子特異的転写因子に応答するのに対し、B-TFIIDを用いて再構成された転写反応では応答しない。
TFIID複合体のサブユニットには次のようなものがある。
- TBP (TATA結合タンパク質)
  - または動物に存在するTBP関連因子 (TBPL1（英語版）; TBPL2（英語版）)[6]
- TAF1（英語版） (TAFII250)
- TAF2（英語版） (CIF150)
- TAF3（英語版） (TAFII140)
- TAF4（英語版） (TAFII130/135)
- TAF4B（英語版） (TAFII105)
- TAF5（英語版） (TAFII100)
- TAF6（英語版） (TAFII70/80)
- TAF7（英語版） (TAFII55)
- TAF8（英語版） (TAFII43)
- TAF9（英語版） (TAFII31/32)
- TAF9B（英語版） (TAFII31L)
- TAF10（英語版） (TAFII30)
- TAF11（英語版） (TAFII28)
- TAF12（英語版） (TAFII20/15)
- TAF13（英語版） (TAFII18)
- TAF15（英語版） (TAFII68)